# Adolf Spitteler
Friedrich Adolf Spitteler (* 7. Juni 1846 in Liestal; † 12. Januar 1940 in Zürich) war ein Schweizer Unternehmer und Chemiker, der den aus Milch hergestellten Kunststoff  Galalith entwickelte.

## Leben und Werk
Adolf Spitteler wurde als zweiter von drei Söhnen des aus bäuerlichen Verhältnissen stammenden protestantischen Richters und Landschreibers Karl Spitteler (1809–1878) und seiner Frau Anna Dorothea Spitteler-Brodbeck (1827–1913) in Liestal geboren. Sein älterer Bruder war Carl Spitteler. 
Er besuchte die Gewerbeschule in Basel und machte ab 1862 eine Kaufmannslehre im bedeutenden Handelshaus Gebr. Volkart in Winterthur. Diese Firma schickte ihn nach Ende der Ausbildung 1866 nach Indien, wo er die Niederlassung in Kochi in Kerala leitete. 1874 kehrte er nach  Liestal zurück und trieb chemische Studien, über die nichts Näheres bekannt ist (er war an keiner Universität in Zürich eingeschrieben).  1875 war er wieder in Indien in Kochi und war dort Mitinhaber und später Angestellter einer Kaffeeplantage. In der Folge gründete er in Kochi eine Kokosmattenfabrik und schliesslich eine Sodafabrik. Er wurde Vizepräsident des Stadtrats von Kochi und deutscher Konsul. Aufgrund einer Erkrankung kehrte er 1884 wieder in die Schweiz zurück. Ab 1885 war er wieder in Indien, diesmal in Nordindien als Direktor der Niederlassung einer schottischen Papierfabrik. 1893 ging er wieder nach Europa und war von 1893 bis 1895 Redakteur eines Fachblattes in Berlin, wahrscheinlich der Papier-Zeitung (Herausgeber Carl Hoffmann).
Als um 1896 der Hannoversche Drucker Wilhelm Krische weisse Schultafeln produzieren wollte, indem er Kasein auf Pappe auftrug, zog er Spitteler hinzu, um die Probleme zu lösen. Spitteler hatte einen Ruf als Papierfachmann. Daraus entstand Galalith, dessen deutsches Patent 1897 an Krische und Spitteler erteilt wurde (Spitteler wurde dort als aus Prien am Chiemsee geführt, beim britischen Patent des gleichen Jahres wurde Wolfratshausen bei München als Herkunftsort angegeben).
1896 heiratete er eine Frau aus Prien, bei der er zunächst in Prien wohnte. Von 1897 bis 1899 lebte er zeitweise in Wolfratshausen und danach bis 1900 in Prien.
Seine Galalith-Patente verkaufte er 1900 an die Vereinigte Gummiwaren-Fabrik Harburg-Wien und die französischen Rechte an die Compagnie Française de la Galalithe in Levallois-Perret bei Paris. Die Patente erwiesen sich so für ihn als sehr einträglich. Der Verkauf war aber nötig, da die Finanzmittel von Krische und Edler (und von Spitteler) nicht für die Weiterentwicklung von Galalith ausreichten, und erfolgte auf Betreiben von Carl Kunth, dem Schwager von Krische, der die Entwicklung auch bis dahin finanziert hatte.
1905 trennte er sich von seiner Frau und ging zwei Jahre in die Lehre bei dem Graubündner Maler Filadelfo Simi (1849–1923) in Florenz. Ab 1908 lebte er als Privatier mit seiner früheren Haushälterin und seiner Mutter unter einem Dach.